# Sant Michèu de Bolonha
Saint-Michel-de-Boulogne és un municipi francès situat al departament de l'Ardecha i a la regió d'Alvèrnia-Roine-Alps. L'any 2007 tenia 141 habitants.

## Demografia

### Població
El 2007 la població de fet de Saint-Michel-de-Boulogne era de 141 persones. Hi havia 57 famílies de les quals 15 eren unipersonals (11 homes vivint sols i 4 dones vivint soles), 15 parelles sense fills, 19 parelles amb fills i 8 famílies monoparentals amb fills.
La població ha evolucionat segons el següent gràfic:
Habitants censats

### Habitatges
El 2007 hi havia 94 habitatges, 57 eren l'habitatge principal de la família, 27 eren segones residències i 11 estaven desocupats. 88 eren cases i 6 eren apartaments. Dels 57 habitatges principals, 41 estaven ocupats pels seus propietaris, 12 estaven llogats i ocupats pels llogaters i 3 estaven cedits a títol gratuït; 1 tenia dues cambres, 16 en tenien tres, 10 en tenien quatre i 29 en tenien cinc o més. 39 habitatges disposaven pel capbaix d'una plaça de pàrquing. A 25 habitatges hi havia un automòbil i a 29 n'hi havia dos o més.

## Economia
El 2007 la població en edat de treballar era de 90 persones, 73 eren actives i 17 eren inactives. De les 73 persones actives 64 estaven ocupades (35 homes i 29 dones) i 9 estaven aturades (4 homes i 5 dones). De les 17 persones inactives 6 estaven jubilades, 5 estaven estudiant i 6 estaven classificades com a «altres inactius».

### Ingressos
El 2009 a Saint-Michel-de-Boulogne hi havia 56 unitats fiscals que integraven 143 persones, la mediana anual d'ingressos fiscals per persona era de 13.466 €.

### Activitats econòmiques
Dels 8 establiments que hi havia el 2007, 1 era d'una empresa de fabricació de material elèctric, 2 d'empreses de fabricació d'altres productes industrials, 2 d'empreses de construcció, 1 d'una empresa de comerç i reparació d'automòbils, 1 d'una empresa de serveis i 1 d'una entitat de l'administració pública.
Els 2 serveis als particulars que hi havia el 2009 eren paletes.
L'any 2000 a Saint-Michel-de-Boulogne hi havia 10 explotacions agrícoles que ocupaven un total de 57 hectàrees.

## Equipaments sanitaris i escolars
El 2009 hi havia una escola elemental integrada dins d'un grup escolar amb les comunes properes formant una escola dispersa.